# Ленская (Курганская область)
Ленская — деревня в Шатровском районе Курганской области. Входит в состав Мехонского сельсовета.

## История
До 1917 года в составе Мехонской волости Шадринского уезда Пермской губернии. По данным на 1926 год состояла из 61 хозяйства. В административном отношении являлась центром Ленского сельсовета Мехонского района Шадринского округа Уральской области.

## Население
| 1989 | 2002 | 2010 |
| ---- | ---- | ---- |
| 384  | ↘326 | ↘267 |

По данным переписи 1926 года в деревне проживало 307 человек (132 мужчины и 175 женщин), в том числе: русские составляли 100 % населения.